# マクータ
マクータ / Makutaは玩具メーカー・レゴ社が作るストーリーライン・バイオニクルに登場する架空の種族である。

## 概要
マクータはバイオニクルのストーリー上、基本的には敵役である。
また、強大な攻撃力と多彩な能力を持つため、「強敵」として描かれることが多い。
ミザリックス・クリカ・イカラックス・ミュートラン・スピリアー・コジョル以外のメンバーは全員、トーア・ファントカとトーア・ミスティカと交戦中にテリダックスによって殺害されている。ミザリックスはボタ・マグナで生存しており、クリカとイカラックスはヴァンプラーによって異空間に飛ばされ死亡、ミュートランは落雷に打たれて絶命、スピリアーはミザリックスに取り込まれて死亡、コジョルははるか昔にオーダーオブマタヌイによって殺害されている。テリダックスも最終的にマタ・ヌイとの決戦に敗れ死亡した。

## 能力
マクータ族は42種類のクラータの能力の他、テレパシーや変身能力など多彩な能力を持つ。
しかし、媒体によっては表現違ったりその能力が使わなかったりするため、その能力がどれほどの種類があるのかは不明であり、また非常に曖昧である。

## ブラザーフッド・オブ・マクータ
元来は、マトランを守り、ラヒを創造して世界を豊かにすることを使命とする組織であった。しかし、テリダックスを筆頭としてマタ・ヌイに反乱、アータッカよりアボーキーを盗み出した後（アボーキーはトーア・ハガーの活躍により奪還される）、マタ・ヌイを封印することに成功する。
しかし、トーア・マーリの活躍によりマタ・ヌイの命は救われた（しかしまだ眠ったままである）ため、今度こそ本当にマタ・ヌイを殺害すべく活動を始めている。

### メンバー
テリダックス / Teridax
声 - 郷里大輔
- カノイ：相手に恐怖や怒りを植え付ける、闇のグレートカノイ「クラーカン」

現ブラザーフッドの首領。以前は「マタ・ヌイの弟」と呼ばれる程の働きをしていたが、己の支配欲を抑えきれずにマタ・ヌイに反乱し、ミザリックスを倒してブラザーフッドの首領となる。
デュームに成り済まし、メトロ・ヌイを支配したこともある。
彼が「マクータ」と種族名で呼ばれるのは、何らかの理由でテリダックスと言う名前を封印しているからと言われている。
アルティメットデューム / Ultimate Dume
マクータがニヴォーク、ニディーキ、クレッカを吸収・一体化した姿。背中からニヴォークの翼が生えている。
一度はトーア・メトロによって封印されるが復活。
イカラックス / Icarax
- カノイ：クラーカン

ブラザーフッドの幹部。その実力は極めて高く事実上のNo.2で、密かにブラザーフッドを支配しようと企む野心家であるが、その素振りを表に出すことはまずない。
彼が現在クラーカンを身に着けているのは、タカヌーバとの戦いの後、テリダックスからマンガイアに残されたクラーカンの回収・保管を命ぜられているからである。
ミュートラン / Mutran
- カノイ：シェイレック

キーロックスと並ぶブラザーフッドの生物学者。
彼もまた生物兵器の研究をしているが、物理的改造ではなく突然変異を用いた生物兵器開発をしているため、仲間からはマッドサイエンティストと呼ばれている。
トーア達との交戦中、突然の落雷によって彼は命を落とす事になった。
- 名前の語源は＜ミュータント/mutant:変種と、トランスレイション/translation:変形＞から。

トライダックス / Tridax
- カノイ：時空のグレートカノイ「オルマック」

他のマクータ達がカーダヌイ制圧を行っている間、マクータ達の本拠地であるデストラルをコントロールしている。
ただし、それは彼が普段身に着けているカノイではない。
彼はオルマックを使い、様々な別世界からタカヌーバを集め、シャドウリーチを使ってシャドウタカヌーバにしてしまった。
そのシャドウタカヌーバ達で部隊を編成し、世界を鎮圧しようと企んでいる。
コジョル / Kojol
彼はかつて空と海のラヒを研究していた。
彼はヴィソラック、エグゾトーア、ラクシから成る部隊を使ってアータッカから光のマスクであるアボーキーを盗みだした。彼はその後、オーダーオブマタヌイによって殺された。

#### カーダ・ヌイ制圧部隊
アントローズ / Antroz
- カノイ：無機物を腐敗させるグレートカノイ「ジュトリン」

カーダ・ヌイ制圧部隊のリーダー。ヴァンプラー、キーロックスを率いて、トーア・ファントカと対決した。
不正や卑怯な戦法を嫌う誇り高き戦士で、自らの特殊能力を使わず肉弾戦を好む。
ヴァンプラー / Vamprah
- カノイ：相手の力やポジティブな感情をも奪う、吸収のグレートカノイ「アヴザ」

非常に陰険な性格をしており、仲間も用がない限りはまず彼には近づこうとはしない。
敵を執拗なまでに追尾したり、捕まえた敵を嬲り殺しにしたりと、彼にとっては戦闘ではただの「狩り」でしかない。また、彼は雑音を嫌うため、意志疎通は殆どテレパシーで行う。
ゴーラストと同じくテリダックスへの忠誠心は高いようで、彼に反逆したクリカとイカラックスを異空間に吹っ飛ばした。
- 名前の語源は＜ヴァンパイア/vampire:吸血鬼＞から。

キーロックス / Chirox
- カノイ：麻痺のグレートカノイ「シェイレック」

ブラザーフッド最高の科学者の一人。
ラヒを改造し兵器化する研究をしていて、彼の改造ラヒはきわめて強力である。優秀な頭脳を生かした卑劣な戦法を得意とし、無策で挑めば瞬く間にあの世行きである。
ミュートランとは親友ではあるが、彼の作る生命体の知能が極めて低いためにそれを嫌っている。
クリカ / Krika
- カノイ：反射のグレートカノイ「クラスト」

かなりの現実主義者だが、多少ニヒルな面も持ち合わせており、テリダックスの反逆の際、最後までミザリックス側についていた過去を持つ。
その後はテリダックスの計画を内側から潰す為に暗躍する。
ゴーラスト / Gorast
- カノイ：相手のエレメンタルパワーの制御を奪うグレートカノイ「フェルナス」

女性のマクータでテリダックスに妄信的に従う。
優れたカリスマ性の持ち主でテリダックスに反抗するものには容赦はしない。また、彼女の口の針でエネルギーを吸われた者はシャドウマトランになってしまう。
バイティル / Bitil
- カノイ：過去の自分を召喚するグレートカノイ「モーテラック」

仲間からも恐れられる力の持ち主で、とある島の警備の名目で事実上の追放状態であった。その為、今回の作戦で手柄を上げ己の力を示すべくトーアを打ち倒すことに熱意を燃やす。
- 名前の語源は＜ビートル/beetle:甲虫＞から。

### 元メンバー
ミザリックス / Miserix
- カノイ：突然変異のグレートカノイ

ブラザーフッドの元首領。用心深い性格で赤く巨大なドラゴンのようなラヒの姿に変身する事を好んでいる。
かつてはテリダックスを自身の副官として深く信頼していたが、彼が反逆を起こしてからはマトランユニバースの崩壊をも意にせず消そうとする程に彼を憎んでいる。裏切りの際にテリダックスから処刑するように命じられたクリカとスピリアーの慈悲により処刑は免れるも、メトロ・ヌイより遥か南方にあるアーティダックスという火山島に幽閉されていた。
ブルタカ率いる救助チームが現れた際にはスピリアーに対する怒りを露にし、自身に取り込み殺害する。
テリダックス捜索のためマタ・ヌイの心に赴いた際はトーア・ハガーを助けた後テリダックスと再開。だが、彼の強化された力によって彼自身がそうであったと信じこませる程に強力な、絵画に変化させられる幻想にかけられてしまうが、後に来たトレンクロムの力により元に戻される。
その後テリダックスに宇宙に飛ばされるも、その身に宿ったオルマックの力を使ったヴェゾンに救出され惑星ボタ・マグナへ降り立った。
- 名前の語源は、＜ミザリ/misery:不幸、みじめ＞から。

スピリアー / Spiriah
- カノイ：ジュトリン

過去に失敗を犯し、テリダックスの怒りを恐れてどこかに逃げてしまった。仲間に見つかると殺されるという恐怖心から現在は身をひそめている。
クリカと共にミザリックスをアーティダックスに匿うが、ブルタカの部隊と共にやってきた際、怒りをあらわにしたミザリックスに取り込まれ死亡した。